# UCI Women’s WorldTour 2022
Die UCI Women’s WorldTour 2022 (WWT) war die sechste Austragung der vom Weltradsportverband UCI organisierten Rennserie Women’s WorldTour im Straßenradsport der Frauen.
Im Juni 2021 gab die UCI einige Änderungen im Kalender bekannt. Nach 2019 ist das bisherige Eintagesrennen RideLondon Classique wieder im WorldTour-Kalender, jetzt allerdings als dreitägiges Etappenrennen. Das ebenfalls dreitägige Etappenrennen Itzulia Women, welches im Vorjahr noch als Eintagesrennen Donostia San Sebastián Klasikao im Programm war, wurde neu aufgenommen. Die Madrid Challenge by La Vuelta wurde von drei Tagen auf vier Tage erweitert. Der 2021 wegen Nichterfüllung der TV-Präsenzeiten herabgestufte Giro d’Italia Donne, wurde wieder in die Women’s WorldTour aufgenommen. Neu im Kalender war die achttägige Tour de France Femmes, für die La Course by Le Tour de France ausschied. Die Ladies Tour of Norway ging in der Tour of Scandinavia auf und erhielt im Kalender zwei weitere Tage, wobei als Name ursprünglich Battle of the North lauten sollte.
Nachdem im Juni 2022 die Tour of Chongming Island (13. bis 15. Oktober) als auch die Tour of Guangxi (18. Oktober) aufgrund der COVID-19-Pandemie abgesagt wurde, bildete die neu im Kalender aufgenommene Tour de Romandie Féminin vom 7. bis 9. Oktober das Finale der WorldTour.
Gesamtsiegerin wurde Annemiek van Vleuten (Movistar Team Women) vor Demi Vollering, deren Team SD Worx die Mannschaftswertung gewann. Gesamtdritte wurde Lorena Wiebes (Team DSM). Shirin van Anrooij (Trek-Segafredo) gewann die Nachwuchswertung.

## Reglement
Zu den Wettbewerben der Women’s WorldTour 2022 haben die Veranstalter der einzelnen Wettbewerbe neben den UCI Women’s WorldTeams die beiden bestplatzierten UCI Women’s Continental Teams der Weltrangliste eingeladen werden. Weitere Continental Teams können Wildcards erhalten.
Punkte für die Einzel- und Teamwertung können in allen Wettbewerben der Serie entsprechend der Punkteskala der UCI-Weltrangliste erzielt werden. Die besten Nachwuchsfahrerinnen erhalten für die U23-Wertung 6, 4 und 2 Punkte.

## Teams
Anfang Dezember 2021 gab die UCI die Liste der UCI Women’s WorldTeams. Zu den Mannschaften des Vorjahrs stießen fünf weitere Teams hinzu, so dass sich die Anzahl auf 14 erhöhte.
| Name (UCI-Code)               | Betreiber                        | Nationalität                 | Radhersteller |
| ----------------------------- | -------------------------------- | ---------------------------- | ------------- |
| Team BikeExchange-Jayco (BEX) | GreenEdge Cycling                | Australien                   | Giant         |
| Canyon//SRAM Racing (CSR)     | Lauke Pro Radsport               | Deutschland                  | Canyon        |
| Team DSM (DSM)                | SMS Cycling                      | Niederlande                  | Scott         |
| EF Education-Tibco-SVB (TIB)  | To The Top                       | Vereinigte Staaten           | Cannondale    |
| FDJ-Suez (FDJ)                |                                  | Frankreich                   | Lapierre      |
| Human Powered Health (HPW)    | Circuit Global Sports Management | Vereinigte Staaten           | Felt          |
| Team Visma-Lease a Bike (JVW) | Team Oranje Road                 | Niederlande                  | Cervélo       |
| Liv Racing Teqfind (LIV)      | Fortitude Pro Cycling Team       | Niederlande                  | Giant         |
| Movistar Team Women (MOV)     | Abarca Women Sport               | Spanien                      | Canyon        |
| Roland (CGS)                  |                                  | Schweiz                      | LOOK          |
| Team SD Worx-Protime (SDW)    |                                  | Niederlande                  | Specialized   |
| Lidl-Trek (TFS)               | Trek Factory Racing              | Vereinigte Staaten           | Trek          |
| UAE Team ADQ (UAD)            | KPI Sport SA                     | Vereinigte Arabische Emirate | Colnago       |
| Uno-X Mobility (UXT)          |                                  | Norwegen                     | Cannondale    |

## Rennen
| UCI Women's World Tour | UCI Women's World Tour | UCI Women's World Tour | UCI Women's World Tour        | UCI Women's World Tour | UCI Women's World Tour | UCI Women's World Tour      | UCI Women's World Tour | UCI Women's World Tour |
| Datum                  | Nr.                    | Staat                  | Rennen                        | Siegerin               | Zweite                 | Dritte                      | Gesamtführende         |                        |
| ---------------------- | ---------------------- | ---------------------- | ----------------------------- | ---------------------- | ---------------------- | --------------------------- | ---------------------- | ---------------------- |
| 5. Mär.                | 1                      | Italien                | Strade Bianche                | Lotte Kopecky          | Annemiek van Vleuten   | Ashleigh Moolman            | Lotte Kopecky          |                        |
| 12. Mär.               | 2                      | Niederlande            | Ronde van Drenthe             | Lorena Wiebes          | Elisa Balsamo          | Lotte Kopecky               | Lotte Kopecky          |                        |
| 20. Mär.               | 3                      | Italien                | Trofeo Alfredo Binda          | Elisa Balsamo          | Sofia Bertizzolo       | Soraya Paladin              | Elisa Balsamo          |                        |
| 24. Mär.               | 4                      | Belgien                | Classic Brugge-De Panne       | Elisa Balsamo          | Lorena Wiebes          | Marta Bastianelli           | Elisa Balsamo          |                        |
| 27. Mär.               | 5                      | Belgien                | Gent-Wevelgem                 | Elisa Balsamo          | Marianne Vos           | Maria Giulia Confalonieri   | Elisa Balsamo          |                        |
| 3. Apr.                | 6                      | Belgien                | Flandern-Rundfahrt            | Lotte Kopecky          | Annemiek van Vleuten   | Chantal van den Broek-Blaak | Elisa Balsamo          |                        |
| 10. Apr.               | 7                      | Niederlande            | Amstel Gold Race              | Marta Cavalli          | Demi Vollering         | Liane Lippert               | Elisa Balsamo          |                        |
| 16. Apr.               | 8                      | Frankreich             | Paris–Roubaix Femmes          | Elisa Longo Borghini   | Lotte Kopecky          | Lucinda Brand               | Lotte Kopecky          |                        |
| 20. Apr.               | 9                      | Belgien                | La Flèche Wallonne            | Marta Cavalli          | Annemiek van Vleuten   | Demi Vollering              | Lotte Kopecky          |                        |
| 24. Apr.               | 10                     | Belgien                | Liège–Bastogne–Liège Femmes   | Annemiek van Vleuten   | Grace Brown            | Demi Vollering              | Lotte Kopecky          |                        |
| 13. – 15. Mai          | 11                     | Spanien                | Itzulia Women                 | Demi Vollering         | Pauliena Rooijakkers   | Kristen Faulkner            | Lotte Kopecky          |                        |
| 19. – 22. Mai          | 12                     | Spanien                | Vuelta a Burgos Féminas       | Juliette Labous        | Évita Muzic            | Demi Vollering              | Demi Vollering         |                        |
| 27. – 29. Mai          | 13                     | Vereinigtes Königreich | RideLondon Classique          | Lorena Wiebes          | Elisa Balsamo          | Emma Norsgaard              | Lotte Kopecky          |                        |
| 6. – 11. Jun.          | 14                     | Vereinigtes Königreich | The Women’s Tour              | Elisa Longo Borghini   | Grace Brown            | Katarzyna Niewiadoma        | Lotte Kopecky          |                        |
| 30. Juni – 10. Jul.    | 15                     | Italien                | Giro d'Italia Women           | Annemiek van Vleuten   | Marta Cavalli          | Mavi García                 | Elisa Balsamo          |                        |
| 24. – 31. Jul.         | 16                     | Frankreich             | Tour de France Femmes         | Annemiek van Vleuten   | Demi Vollering         | Katarzyna Niewiadoma        | Annemiek van Vleuten   |                        |
| 6. Aug.                | 17                     | Schweden               | Vårgårda WestSweden TTT       | Trek-Segafredo         | SD Worx                | Team DSM                    | Annemiek van Vleuten   |                        |
| 7. Aug.                | 18                     | Schweden               | Vårgårda WestSweden RR        | Audrey Cordon-Ragot    | Pfeiffer Georgi        | Valerie Demey               | Annemiek van Vleuten   |                        |
| 9. – 14. Aug.          | 25                     | Norwegen               | Tour of Scandinavia           | Cecilie Uttrup Ludwig  | Liane Lippert          | Alexandra Manly             | Annemiek van Vleuten   |                        |
| 27. Aug.               | 19                     | Frankreich             | Classic Lorient Agglomération | Mavi García            | Amber Kraak            | Grace Brown                 | Annemiek van Vleuten   |                        |
| 30. August – 4. Sep.   | 20                     | Niederlande            | Simac Ladies Tour             | Lorena Wiebes          | Audrey Cordon-Ragot    | Karlijn Swinkels            | Annemiek van Vleuten   |                        |
| 7. – 11. Sep.          | 21                     | Spanien                | Madrid Challenge by La Vuelta | Annemiek van Vleuten   | Elisa Longo Borghini   | Demi Vollering              | Annemiek van Vleuten   |                        |
| 7. – 9. Okt.           | 22                     | Schweiz                | Tour de Romandie féminin      | Ashleigh Moolman       | Annemiek van Vleuten   | Elisa Longo Borghini        | Annemiek van Vleuten   |                        |
| 13. – 15. Okt.         | 23                     | China                  | Tour of Chongming Island      | abgesagt               |                        |                             |                        |                        |
| 18. Okt.               | 24                     | China                  | Tour of Guangxi Women         | abgesagt               |                        |                             |                        |                        |

## Wertungen
| Gesamtwertung | Gesamtwertung         | Gesamtwertung | Gesamtwertung                      | Gesamtwertung |
| Fahrerin      | Fahrerin              | Land          | Team                               | Punkte        |
| ------------- | --------------------- | ------------- | ---------------------------------- | ------------- |
| 1.            | Annemiek van Vleuten  | Niederlande   | Movistar Team                      | 2940.33 P.    |
| 2.            | Demi Vollering        | Niederlande   | SD Worx                            | 2681.17 P.    |
| 3.            | Lorena Wiebes         | Niederlande   | Team DSM                           | 2526 P.       |
| 4.            | Elisa Longo Borghini  | Italien       | Trek-Segafredo                     | 2364.33 P.    |
| 5.            | Lotte Kopecky         | Belgien       | SD Worx                            | 2285.17 P.    |
| 6.            | Elisa Balsamo         | Italien       | Trek-Segafredo                     | 2256.33 P.    |
| 7.            | Liane Lippert         | Deutschland   | Team DSM                           | 1751 P.       |
| 8.            | Ashleigh Moolman      | Südarfika     | SD Worx                            | 1639 P.       |
| 9.            | Cecilie Uttrup Ludwig | Dänemark      | FDJ-Nouvelle Aquitaine-Futuroscope | 1576 P.       |
| 10.           | Katarzyna Niewiadoma  | Polen         | Canyon-SRAM Racing                 | 1550.5 P.     |

| Nachwuchswertung | Nachwuchswertung   | Nachwuchswertung       | Nachwuchswertung     | Nachwuchswertung |
| Fahrerin         | Fahrerin           | Land                   | Team                 | Punkte           |
| ---------------- | ------------------ | ---------------------- | -------------------- | ---------------- |
| 1.               | Shirin van Anrooij | Niederlande            | Trek-Segafredo       | 50 P.            |
| 2.               | Pfeiffer Georgi    | Vereinigtes Königreich | Team DSM             | 28 P.            |
| 3.               | Niamh Fisher-Black | Neuseeland             | SD Worx              | 28 P.            |
| 4.               | Anna Shackley      | Vereinigtes Königreich | SD Worx              | 20 P.            |
| 5.               | Mischa Bredewold   | Niederlande            | Parkhotel Valkenburg | 18 P.            |
| 6.               | Julia Borgström    | Schweden               | AG Insurance NXTG    | 18 P.            |
| 7.               | Shari Bossuyt      | Belgien                | Canyon-SRAM Racing   | 14 P.            |
| 8.               | Kata Blanka Vas    | Ungarn                 | SD Worx              | 12 P.            |
| 9.               | Femke Gerritse     | Niederlande            | Parkhotel Valkenburg | 10 P.            |
| 10.              | Julie De Wilde     | Belgien                | Plantur-Pura         | 8 P.             |

| Mannschaftswertung | Mannschaftswertung                 | Mannschaftswertung           | Mannschaftswertung |
| Team               | Team                               | Land                         | Punkte             |
| ------------------ | ---------------------------------- | ---------------------------- | ------------------ |
| 1.                 | SD Worx                            | Niederlande                  | 9443.02 P.         |
| 2.                 | Trek-Segafredo                     | Vereinigte Staaten           | 7388.98 P.         |
| 3.                 | Team DSM                           | Niederlande                  | 7271 P.            |
| 4.                 | FDJ Nouvelle Aquitaine Futuroscope | Frankreich                   | 6554 P.            |
| 5.                 | Canyon-SRAM Racing                 | Deutschland                  | 5352 P.            |
| 6.                 | Movistar Team                      | Spanien                      | 5257.96 P.         |
| 7.                 | Team Jumbo-Visma                   | Niederlande                  | 3749.04 P.         |
| 8.                 | UAE Team ADQ                       | Vereinigte Arabische Emirate | 3208 P.            |
| 9.                 | Team BikeExchange-Jayco            | Australien                   | 3074.02 P.         |
| 10.                | Valcar-Travel & Service            | Italien                      | 2564 P.            |